# Анијер
Анијер (фр. Asnières) насеље је и општина у северној Француској у региону Горња Нормандија, у департману Ер која припада префектури Берне.
По подацима из 2011. године у општини је живело 312 становника, а густина насељености је износила 38,33 становника/km². Општина се простире на површини од 8,14 km². Налази се на средњој надморској висини од 152 метара (максималној 162 m, а минималној 76 m).

## Демографија
| 1962. | 1968. | 1975. | 1982. | 1990. | 1999. | 2011. |
| ----- | ----- | ----- | ----- | ----- | ----- | ----- |
| 241   | 308   | 218   | 217   | 201   | 216   | 312   |

График промене броја становника у току последњих година